# Portrait de Federico da Montefeltro et son fils Guidobaldo
Le Portrait de Federico da Montefeltro et son fils Guidobaldo (en italien Ritratto di Federico da Montefeltro col figlio Guidobaldo) est une peinture à l'huile, datant de 1474–1477, conservée à la  Galleria Nazionale delle Marche dans le palais ducal d'Urbino (Appartamento del Duca ou Realissimo  - salle 20).  Le portrait fut attribué précédemment à Juste de Gand et aussi à Melozzo da Forlì.  L'attribution à Juste de Gand ou (et) Pedro Berruguete reçoit actuellement le plus grand soutien des historiens de l'art.

## Attribution
Le portrait fait partie d'une série de 28 portraits de 'uomini famosi' (hommes célèbres) fait pour le studiolo et la bibliothèque du duc d'Urbino Federico da Montefeltro.  Le portrait fut attribué précédemment à Juste de Gand et aussi à Melozzo da Forlì, car le premier, appelé à la cour d'Urbino avait été commandité par le duc pour les figures allégoriques des Arts libéraux. À présent, les historiens d'art n'ont pas atteint de consensus sur l'attribution à Juste de Gand ou Pedro Berruguete. Ils ont également proposé une possible collaboration entre les deux artistes à l'intérieur de l'atelier de Juste de Gand à Urbino,,,.

## Description
Le portrait est entièrement dédié aux dirigeants du duché d'Urbino, dont la souveraineté est reconnu des autres pouvoirs européens (Federico porte l’ordre de l’Hermine institué par le roi de Naples, et l’ordre de la Jarretière, conféré par le roi d’Angleterre): Federico pour ses talents militaires, intellectuels et diplomatiques, et pour sa lignée incarnée par son fils Guidobaldo, succession accréditée par la distinction papale (Pontifex).
Federico da Montefeltro est représenté en armure, lisant, assis sur un trône ouvragé, le heaume à ses pieds près de son épée au côté et du manche d'une masse d'arme, son visage conventionnellement vu du profil gauche (car il fut défiguré lors d'un tournois). Il porte une chasuble rouge ornée d'or, un col d'hermine et le collier de la Toison d'or au cou ; sa jambe gauche allongée porte l'attribut prestigieux de l'Ordre de la Jarretière.
Sur une étagère ouvragée de bois est posée en haut à gauche, une mitre ornée de perles.
À son côté appuyé sur son genou droit, son fils Guidobaldo, jeune (et futur duc d'Urbino), est debout, paré de bijoux, tenant un sceptre sur lequel est inscrit Pontifex juste à l'aplomb de la mitre.

## Analyse
Le tableau de format vertical, avec une perspective à point de fuite placé à gauche de la scène, suggère qu'il s'agit du panneau droit d'un diptyque.
La perspective est appuyée par le plafond à caissons et les murs proches de cette partie de la chambre, avec un sol fuyant ramené à la seule ligne d'horizon.